# Christoph-Kalb-Haus
Das Christoph-Kalb-Haus ist ein Bürgerzentrum im Neuhofer Ortsteil Giesel im osthessischen Landkreis Fulda und steht in der Laurentiusstraße 34.
Der Neubau wurde von 1995 bis 1997 errichtet und sollte eine neue Versammlungsstätte in der Ortsmitte für den Ortsteil bilden. Das Bürgerhaus wurde an der Stelle der einstigen beiden Volksschulen erbaut.
Von der 1893 errichteten und in 1966 abgebrochenen alten 2-klassigen Volksschule sind außer dem verfüllten Brunnen auf dem Baugrund keine Gebäudeteile mehr vorhanden. Von der in 1966 dafür neu errichten Volksschule (gelber Gebäudeteil) sind im heutigen Gebäudeteile erhalten geblieben, da es sich um einen Anbau (weise Gebäudeteile) handelte.

## Geschichte
Am 6. Mai 1893 wurde vom „Ministerium der geistlichen, Unterrichts- und Medicinal-Angelegenheiten“ in Cassel der Königlichen Kreis-Bau-Inspektion Fulda der ministerielle Entwurf zum Neubau eines Schulhauses südöstlich der Pfarrkirche an der Laurentiusstraße/Ecke Schulstraße in Giesel zugeleitet. Am 30. September 1895 legte der königliche Baurath Ludwig Hoffmann aus Fulda der Regierung in Cassel die Bauzeichnung, die mit der Gemeinde abgestimmt war, für das Grundstück neben dem Pfarrhaus und der Pfarrkirche (heutiger Standort des Bürgerhauses) vor, wo das alte Schulgehöft auch erbaut wurde.

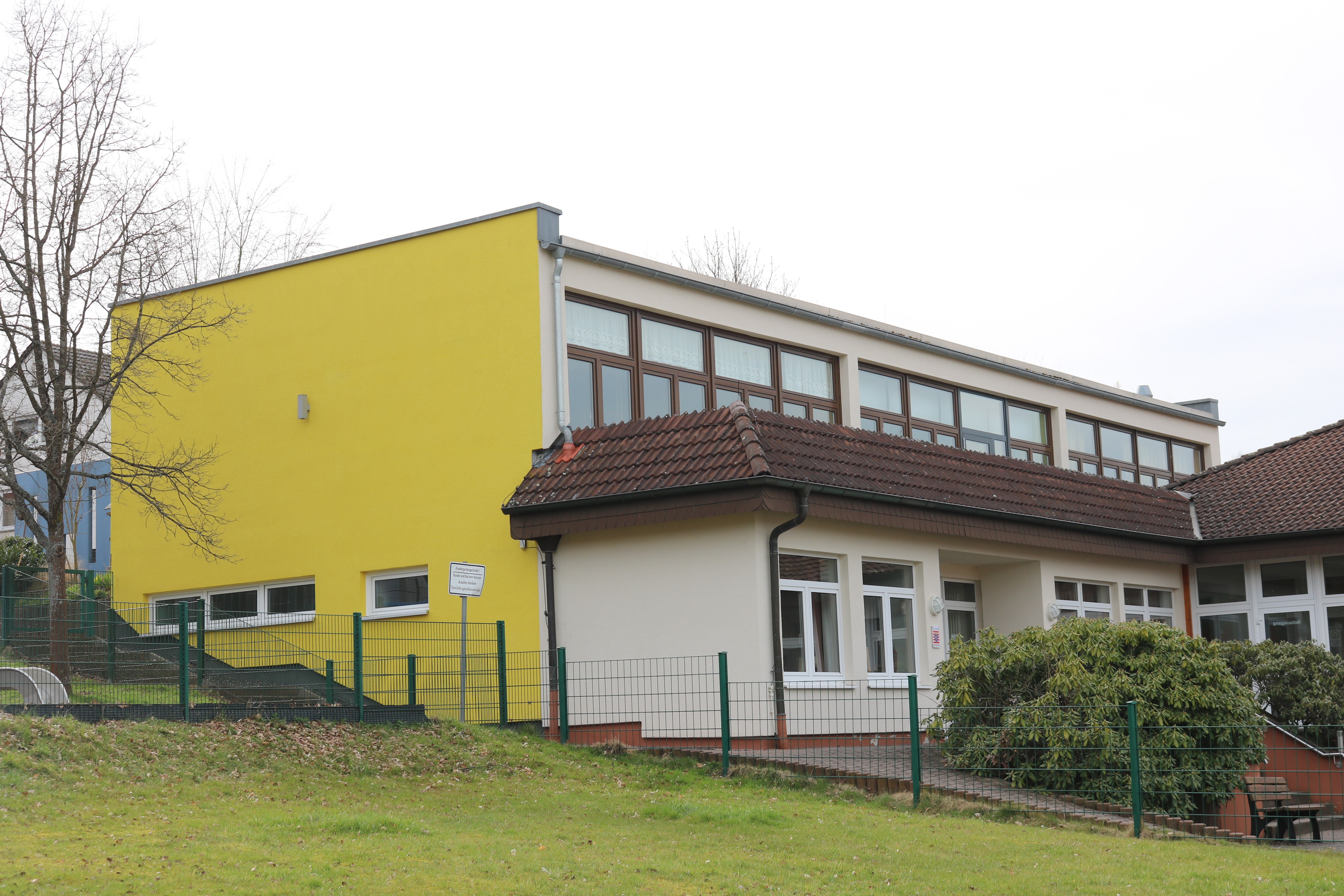
Die 1966 errichtete Gieseler Volksschule mit Attika als Vorbau der ehemaligen Pausenhalle (heute zurückliegender Eingang – Bildmitte)

In 1966 erfolgte unter Bürgermeister Leonhard Glotzbach der Neubau einer dreiklassigen Grundschule mit Lehrerwohnhaus. Planer war der Architekt Sigmund Gütter aus Lehnerz, der nach Abbruch der ab 1895 errichteten alten Volksschule mit Nebengebäuden eine neue zeitgemäße Schulstätte errichtete.
1973 wurde die zweiklassige Volksschule im Ort infolge der Schulreform in Hessen zugunsten der neuen Mittelpunktschule „Schloßschule“ geschlossen. Giesel verfügt seit 1973 über keine Schule mehr. Die Volksschule wurde der Schloßschule in Neuhof als Grundschule angegliedert. Die weiterführenden Schulen befinden sich ebenfalls am Schulstandort Neuhof und in der nahegelegenen Stadt Fulda.

## Umbau zum Bürgerhaus
Das nun leerstehende Schulgebäude mit seitlich, extern angebautem Lehrerwohnhaus im Westen musste nun einer neuen Nutzung zugeführt werden. Im ehemaligen Erdgeschoss der Volksschule befanden sich ein überdachter Pausenhof und die Schultoiletten sowie der Treppenaufgang zu den zwei Klassenräumen und einem durch bewegliche Trennwände geteilten 3. Klassenraum (der zeitweise als Turnraum genutzt wurde). In den Folgejahren wurden immer wieder Erweiterungen vorgenommen.
Unter Bürgermeister Karl Heimüller und Ortsvorsteher Karl Schneider erfolgte 1975 der Umbau bereits im Untergeschoss. Hier wurde ein Saal für ca. 100 Personen als Dorfgemeinschaftsraum und ein Dienstzimmer des Ortsvorstehers mit Foyer und im Obergeschoss wurde ein Kindergarten in den ehem. Schulräumen eingerichtet. Der frühere direkte Zugang vom Schulhof durch ein Treppenhaus wurde durch Foyer und neue Toilettenanlage getrennt. Der Kindergartenzugang wurde bergseits neu angelegt.
Unter Bürgermeister Martin Hohmann und Ortsvorsteher Karl-Heinz Block wurde am 4. August 1995 der Grundstein für das neue Bürgerhaus mit einem neuen Saalanbau inkl. Küche im Obergeschoss und im Erdgeschoss mit Vereinsräumen für den Musikverein „Heimatklänge Giesel“, der Reservistenkameradschaft und der „Vereinsgemeinschaft“ mit großer Eigenleistung der Bevölkerung errichtet. Die Einweihung erfolgte am 22. Februar 1997. Verantwortlicher Architekt war Volkmar Hubert aus dem benachbarten Hauswurz.

## Umbenennung in Christoph-Kalb-Haus
Im Mai 2005 wurde das Bürgerhaus mit einem Namen versehen. Am 4. Januar 2005 hatte sich der Todestag von Christoph Kalb zum 25. Mal gejährt. In Würdigung seiner Verdienste in und um Giesel erhielt es den Namen Christoph-Kalb-Haus.